# ريكاردو فالينزويلا
ريكاردو أندريس فالينزويلا (بالإنجليزية: Ricardo Andres Valenzuela)‏ (مواليد 7 فبراير 1964) حكم كرة قدم أمريكي . بدأ مسيرته التحكيمية في سنة 1982 ثم تم اعتماده من قبل الاتحاد الدولي لكرة القدم حكما دوليا في سنة 1999 . تم استدعائه للمشاركة في إدارة بعض مباريات بطولة كأس العالم لكرة القدم 2006 في ألمانيا . قرر اعتزال التحكيم الدولي في سنة 2005 ثم اعتزل التحكيم بشكل نهائي في سنة 2006 .